# نجلاء بن عبد الله
نجلاء بن عبد الله (الفرنسية: Najla Ben Abdallah) ممثلة تونسية. ولدت 16 يونيو 1980 في تونس.

## عن حياتها

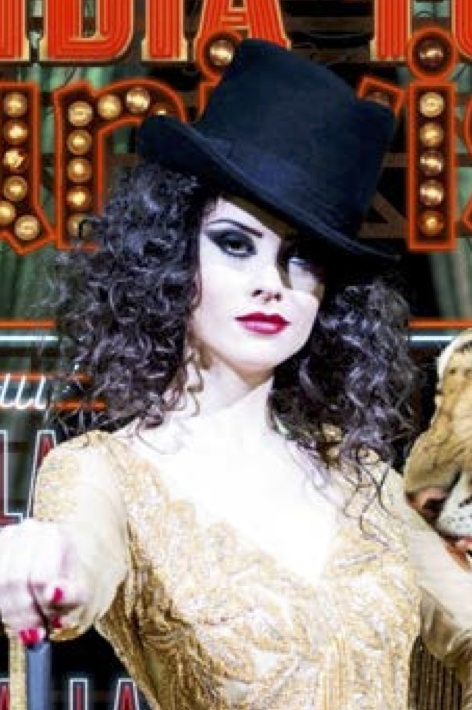
نجلاء بن عبد الله عام 2012

ممثلة تونسية ومضيفة طيران على متن الخطوط التونسية، حلقت نجلاء بن عبد الله في عالم التمثيل لتصبح إحدى نجمات مسلسل مكتوب في دور فريال  وبطلة من أبطال مسلسل الزوجة الخامسة في دور ريم. قامت بعدة أعمال لعل أبرزها مسلسل الأكابر ومسلسل نص يوم مع النجم السوري تيم حسن. فهي بطلة الفيلم التونسي بيك نعيش الذي حصد ثلاثة جوائز بـمهرجان القاهرة السينمائي الدولي في دورته الواحدة والأربعين. حازت على جائزة أفضل ممثلة عن دورها حسينة في مسلسل تاج الحاضرة.

## الحياة الخاصة
الممثلة نجلاء بن عبد الله أم لفتاتين

## فيلموغرافيا

### سينما

#### أفلام طويلة
- 2012 : ملاحظة خاطئة لمجدي السميري: ليلي
- 2015 : تالة مون أمور لمهدي هميلي
- 2019 : بيك نعيش لمهدي البرصاوي: مريم بن يوسف

#### أفلام قصيرة
- 2010: المحاكاة الساخرة الذهبية لمجدي السميري
- 2013: أي شيء لأسمهان لحمر

### المسلسلات
- 2010 : دنيا لنعيم بالرحومة
- 2012 - 2014 : مكتوب (الموسم 3-4) لسامي الفهري: فريال بن عبد الله
- 2013 : الزوجة الخامسة للحبيب المسلماني: ريم السّيساوي
- 2014 : سكول (الموسم الأول) لزياد اليتيم ونعيم بن رحومة: أستاذة معوضة
- 2015 : ناعورة الهواء (الموسم الثاني) لمديح بالعيد: ناهد
- 2015 : دار العزاب للسعد الوسلاتي
- 2015 : أمبولانس للسعد الوسلاتي: سوار
- 2015 : السلطان عاشور 10 لجعغر قاسم: كليوباتر VII
- 2016 : الأكابر لمديح بالعيد
- 2016 : أمبوتاياج لوليد الطايع
- 2017 : بوليس حالة عادية لمجدي السميري: بية
- 2017 : الحجامة لزياد اليتيم
- 2018 : تاج الحاضرة لسامي الفهري: لالة حسينة
- 2019 : أولاد مفيدة لسامي الفهري: محامية

### أفلام تلفزيونية
- 2012 : الفرار من قرطاج لمديح بالعيد

### البرامج التلفزية
- 2013 : ذوق تحصل (الحلقة 15) على تونسنا TV
- 2014 : ذوقنا (الحلقة 5) على تلفزة TV
- 2014 : لنجليزي (الحلقة 10) على تونسنا TV
- 2016 : تحدي الشاف (الحلقة 3) على أم تونيزيا

### فيديوهات
- 2011 : ومضة إشهارية لسلسلة المغازات العامة
- 2011 : ومضة إشهارية لتونيزيانا
- 2011 : ومضة إشهارية لقشدة التحلية دانات من دانون
- 2017 : ظهورها في كليب يما لسمر دوني للمطربة أسماء العثماني والمخرج زياد ليتيم
- 2018 : ومضة إشهارية للماء المعدني حياة
- 2018 : ومضة إشهارية لموقع البيع جوميا
- 2019 : ومضة إشهارية للطماطم المصبرة ستيكاب

## وصلات خارجية
نجلاء بن عبد الله على موقع IMDb (الإنجليزية)
- نجلاء بن عبد الله على موقع روتن توميتوز (الإنجليزية)
- نجلاء بن عبد الله على موقع قاعدة بيانات الأفلام العربية
- نجلاء بن عبد الله على موقع ألو سيني (الفرنسية)
- نجلاء بن عبد الله على موقع ميوزك برينز (الإنجليزية)
- نجلاء بن عبد الله على موقع قاعدة بيانات الفيلم (الإنجليزية)